# 2008 en Australie
Cet article présente les faits marquants de l'année 2008 en Australie.

## Évènements
- Janvier 2008 : 48 cachalots périssent sur un banc de sable au large de l'île Perkins.

Kevin Rudd (novembre 2005).

- Mercredi 13 février 2008 : le premier ministre travaillistes, Kevin Rudd, a demandé « pardon » aux Aborigènes (470 000 personnes soit 2 % de la population totale) pour les injustices subies pendant deux siècles et a présenté les excuses officielles du gouvernement aux Générations volées — les dizaines de milliers d'enfants autochtones retirés de force à leurs parents de 1910 jusque dans les années 1970 pour être placé dans des foyers à des fins d'assimilation. En 1997, le premier ministre conservateur John Howard leur avait déjà présenté ses excuses mais à titre personnel.

- Jeudi 24 avril 2008 : sept arrestations de manifestants ont eu lieu en marge du parcours de la flamme olympique.

- Vendredi 25 avril 2008 : plus de cinq mille Australiens sont venus en France célébrer le 90e anniversaire de la bataille de Villers-Bretonneaux, où le 25 avril 1918 quelque 4 000 soldats Australiens parvinrent à stopper une dangereuse contre-offensive allemande, au prix de 1 500 morts et blessés. Le Mémorial édifié en 1938 rend hommage aux quelque 11 000 soldats australiens morts sans sépulture ; 46 000 Australiens sont morts sur le front entre 1916 et 1918. Cette bataille est pour les Australiens une des plus belles pages de son histoire militaire. La cérémonie est retransmise en direct en Australie par la chaîne nationale ABC.

- Mardi 15 juillet 2008 15 juillet : ouverture des journées mondiales de la jeunesse à Sydney.

- Dimanche 16 novembre 2008 : une violente tempête a balayé l'est du pays, causant la mort d'une personne et d'importants dégâts matériels. Quelque 230 000 foyers et entreprises ont été privés d'électricité.

- Samedi 22 novembre 2008 : 52 baleines pilotes se sont échouées d'un seul coup sur une plage de l'île de Tasmanie au sud du continent australien.

- Mardi 9 décembre 2008 : le géant minier anglo-australien Rio Tinto annonce la suppression de 14 000 emplois, dans le cadre d'une plan de réduction de sa dette, alors que le prix des matières premières est en forte baisse.

- Samedi 27 décembre 2008 : le gouvernement australien pourrait accepter, sur requête des États-Unis, l'installation de détenus libérés du centre de détention américain de Guantanamo mais seulement après une évaluation rigoureuse au cas par cas : « Toutes les personnes admises à venir en Australie devront remplir strictement les obligations légales et devront passer par les processus d'évaluation normaux et extrêmement rigoureux ». Deux Australiens anciennement détenus à Guantanamo sont déjà rentrés dans leur pays :  après cinq ans passés à Guantanamo, David Hicks, surnommé le "Taliban australien", a été reconnu coupable de soutien matériel au terrorisme et a purgé en Australie les neuf derniers mois de sa peine avant d'être libéré fin 2007. Un autre Australien, Mamdouh Habib, avait été libéré de Guantanamo sans inculpation en 2005[1].